# Iglesia de San Simeón el Cananeo
La iglesia de San Simeón el cananeo (en georgiano: წმინდა სვიმონ კანანელის სახელობის ტაძარი) es una iglesia ubicada cerca de la ciudad de New Athos en Abjasia / Georgia, que data del siglo IX o X. 

## Historia
Está dedicada a San Simón el cananeo, quien, según las Crónicas georgianas del siglo XI, predicó el cristianismo en Abjasia y Egrisi, murió y fue enterrado en la ciudad de Nicopsia, al norte de Abjasia. Una gruta cercana está asociada por leyendas populares al sitio del martirio de San Simón.
El diseño de la iglesia existente data del siglo IX o X y está influenciado por las tradiciones artísticas bizantina y georgiana, pero el sitio de la iglesia parece ser dos siglos más antiguo. En el momento en que el historiador georgiano Dimitri Bakradze la visitó en la década de 1850, la iglesia estaba abandonada, pero aún en pie, a excepción de la cúpula colapsada. La iglesia sufrió daños mayormente cuando el propietario local, el mayor Hasan Margani, removió sus bloques de piedra para la construcción de su propia mansión. Posteriormente, en la década de 1880, la iglesia fue reconstruida a su estado actual, utilizando bloques de piedra blanca tallada. Está adornada con imágenes de símbolos cristianos como un pez, un león y una cruz curvada en relieve.

## Condición actual
Georgia ha inscrito a la iglesia en su lista de patrimonio cultural y la trata como parte del patrimonio cultural en los territorios ocupados por Rusia sin tener un estado actual conocido.